# Obcinele Bucovinei (sit SCI)
Obcinele Bucovinei este un sit de importanță comunitară (SCI) desemnat în scopul protejării biodiversității și menținerii într-o stare de conservare favorabilă a florei spontane și faunei sălbatice, precum și a habitatelor naturale de interes comunitar aflate în arealul zonei protejate. Acesta este situat în nordul Moldovei (Bucovina), pe teritoriul județului Suceava.

## Localizare
Aria naturală se află în nord-vestul județului Suceava ăn Carpații Orientali, pe teritoriul administrativ al orașului Câmpulung Moldovenesc și pe cele ale comunelor: Breaza, Brodina, Frumosu, Moldova-Sulița, Moldovița, Putna, Sadova, Vama și Vatra Moldoviței și este străbătută de drumul național DN17, care leagă orașul Gura Humorului de satul Mestecăniș.

## Înființare
Zona a fost declarată sit de importanță comunitară prin Ordinul nr. 2.387 din 29 septembrie 2011 (pentru modificarea Ordinului ministrului mediului și dezvoltării durabile nr. 1.964/2007 privind instituirea regimului de arie naturală protejată a siturilor de importanță comunitară, ca parte integrantă a rețelei ecologice europene Natura 2000 în România) și se întinde pe o suprafață de 32.209,1 hectare.
Situl reprezintă o zonă naturală (păduri de foioase, păduri de conifere, păduri în amestec, păduri în tranziție, pășuni, și pajiști) aflată în Obcinele Bucovinei (Obcina Mare și Obcina Feredeului), între versantul stâng al râului Moldova și cel drept al Moldoviței.

## Biodiversitate
Situl este încadrat în bioregiunea alpină a Carpaților Maramureșului și Bucovinei, aparținând de lanțul muntos al Orientalilor și dispune de 8 tipuri de habitate naturale (Păduri dacice de fag, Păduri de fag de tip Luzulo-Fagetum, Paduri aluviale cu Alnus glutinosa si Fraxinus excelsior, Păduri acidofile de Picea abies din regiunea montană, Fânețe montane, Comunități de liziera cu ierburi înalte higrofile de la nivelul câmpiilor, până la cel montan și alpin, Turbarii cu vegetație forestieră și Vegetație herbacee de pe malurile râurilor montane); ce adăpostesc, conservă și protejază o gamă floristică și faunistică diversă, exprimată atât la nivel de specii cât și la nivel de ecosisteme terestre.

### Faună
La baza desemnării sitului se află mai multe specii faunistice, unele  enumerate în anexa I-a a Directivei Consiliului European 92/43/CE din 21 mai 1992 (privind conservarea habitatelor naturale și a speciilor de faună și floră sălbatică), altele endemice pentru acestă zonă sau aflate pe lista roșie a IUCN; astfel: patru mamifere: urs brun (Ursus arctos), lup cenușiu (Canis lupus), râs eurasiatic (Lynx lynx) și vidră de râu (Lutra lutra); doi amfibieni: salamandra carpatică (Triturus montandoni) și ivorașul-cu-burta-galbenă (Bombina variegata); trei specii de pești: mreană vânătă (Barbus meridionalis), dunăriță (Sabanejewia aurata) și chiscar de râu (Eudontomyzon mariae); precum și două nevertebrate: croitorul alpin (Rosalia alpina) și un cărăbuș din specia Carabus variolosus.

### Floră
La baza desemnării sitului se află trei plante ocrotite: clopoțelul de munte (Campanula serrata), ruginița (Asplenium adulterinum) și curechiul de munte (Ligularia sibirica); specii protejate prin aceeași Directivă 92/43/CE din 21 mai 1992, a Consiliului European (anexa I-a).

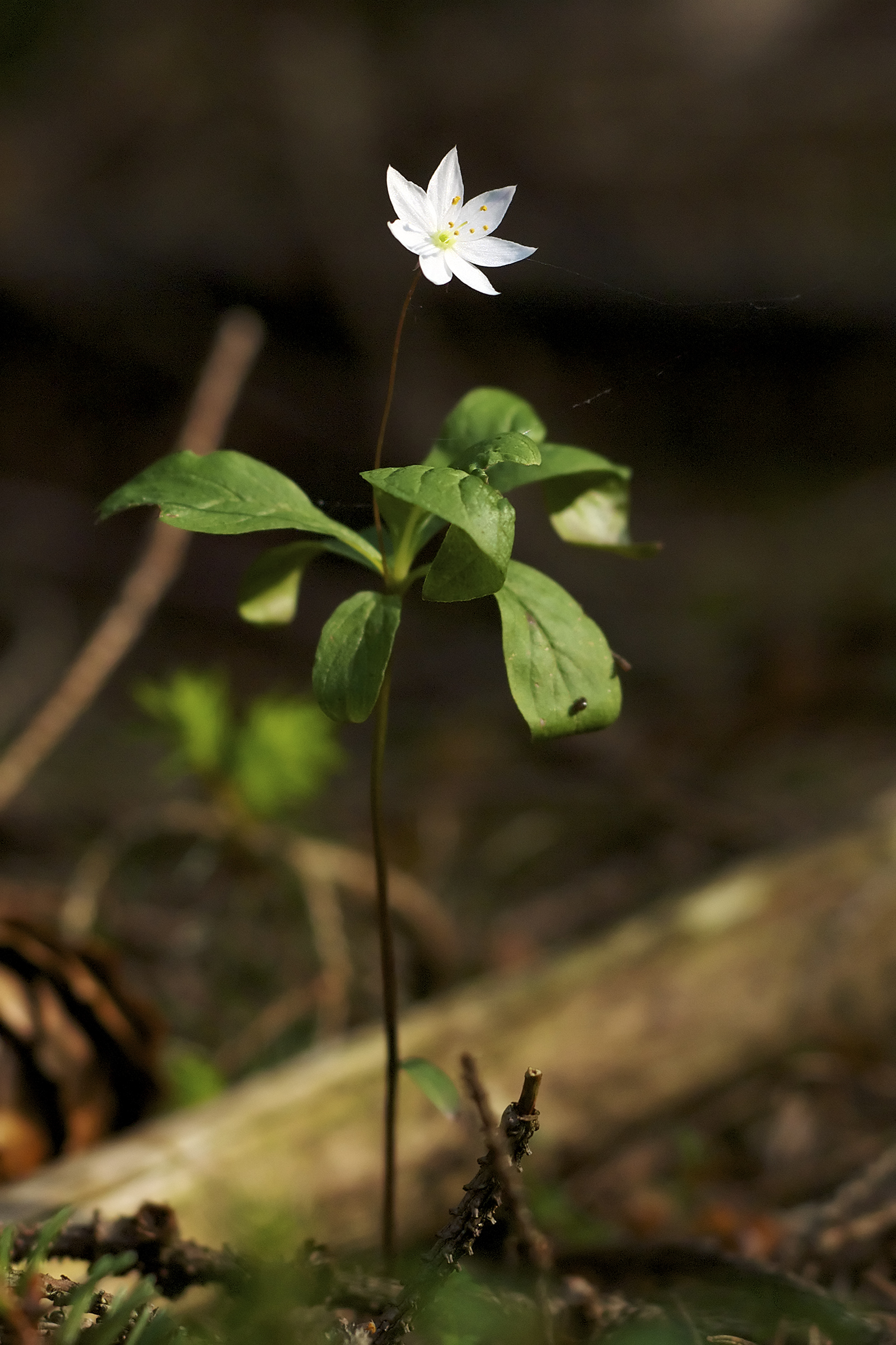
Diadema munților (Trientalis europaea)

Acestea vegetează alături de alte rarități floristice, printre care: 
angelică (Angelica archangelica), brânca-ursului (Heracleum sphondylium ssp. transsilvanicum), coada șoricelului (Achillea lingulata), strugurii ursului (Arctostaphylos uva-ursi), căldărușă (Aquilegia nigricans ssp. subscaposa), omag (Aconitum lycoctonum ssp. moldavicum), clopoței (Campanula patula ssp. abietina), coada-smeului (Calla palustris), orhidee (Cephalanthera longifolia, Dactylorhiza incarnata, Dactylorhiza cordigera, Goodyera repens, Gymnadenia conopsea, Gymnadenia odoratissima, Herminium monorchis), căpșuniță-roșie (Cephalanthera rubra), Mâna Maicii Domnului (Dactylorhiza maculata), mixandre sălbatice (Erysimum witmannii), mlăștiniță (Epipactis helleborine), dumbrăviță de baltă (Epipactis palustris), stânjenel siberian (Iris sibirica), canarul bălții (Limosella aquatica), trifoi de baltă (Menyanthes trifoliata), sor-cu-frate (Melampyrum saxosum), bujori (Orchis laxiflora ssp. elegans), poroinic (cu specii de: Orchis militaris, Orchis militaris, Orchis mascula ssp. signifera), ploșnițoasă (Orchis coriophora), pușca-dracului (Phyteuma tetramerum), cărbuni (Phyteuma vagneri), țâța-vacii (Primula elatior ssp. leucophylla), rujă (Rhodiola rosea), cruciuliță (Senecio paludosus), gențiană mov (Swertia perennis), ventrice (Tanacetum macrophyllum), cimbrișor (Thymus comosus), diadema munților (Trientalis europaea, specie endemică pentru Bucovina), iarba gâtului (Tozzia alpina), pipiriguț (Eleocharis quinqueflora) sau firuță (Poa rehmannii).

## Căi de acces
- Drumul național DN17 pe ruta: Gura Humorului - Frasin - Molid - Vama  - Câmpulung Moldovenesc.

## Monumente și atracții turistice
În vecinătatea sitului se află numeroase obiective de interes istoric, cultural și turistic; astfel:

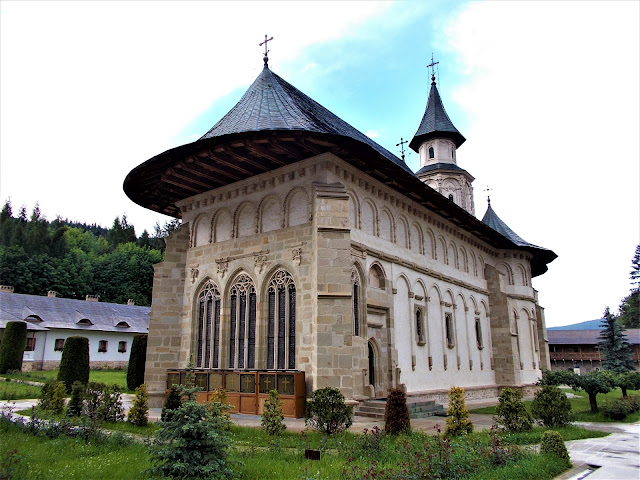
Biserica „Adormirea Maicii Domnului”, Putna

- Ansamblul mănăstirii Putna (biserica „Adormirea Maicii Domnului”, biserica „Sfinții Apostoli Petru și Pavel”, casa domnească, turn tezaur, chilii, turn de poartă, turn-clopotniță, zid de incintă), construcție sec XV-XIX, monument istoric.
- Biserica de lemn „Intrarea în Biserică” din Putna, construcție secolul al XIV-lea, monument istoric.
- Ansamblul bisericii „Înălțarea Domnului” din Vama (biserică de lemn și turn clopotniță),  construcție secolul al XVIII-lea, monument istoric.
- Biserica de lemn Sfântul Nicolae din Vama, construcție secolul al XVIII-lea, monument istoric.
- Ansamblul Mănăstirii Moldovița (Biserica  „Buna Vestire”, paraclisul de iarnă, plisiarnița și chiliile) din Vatra Moldoviței (construcție sec. XVI-XVII), monument istoric.
- Ruinele bisericii „Buna Vestire” din satul Vatra Moldoviței, construcție secolul al XV-lea, monument istoric.
- Chilia lui Daniil Sihastrul din Putna, construcție secolul al XV-lea, monument istoric.
- Coloana de piatră Stâlpul lui Vodă (monument istoric) din satul Vama ridicată în anul 1717 din porunca domnitorului moldovean Mihai Racoviță (1703-1705, 1707-1709 și 1716-1726) în urma campaniei sale victorioase din Transilvania asupra armatei austriece.
- Piua de sumane a lui Ilișoi din satul Vama, construcție 1902, monument istoric.
- Fosta prefectură a județului Câmpulung, azi Muzeul „Arta Lemnului” din Câmpulung Moldovenesc, construcție secolul al XIX-lea, monument istoric.
- Rezervațiile naturale: Codrul secular Loben, Cheile Lucavei, Fânațele montane Todirescu, Klippa de calcare triasice Pârâul Cailor, Moara Dracului, Pădurea Roșoșa, Piatra Buhei, Pietrele Doamnei și Tinovul Găina - Lucina.
- Obcina Feredeului, arie de protecție specială avifaunistică.
- Găina - Lucina, sit de importanță comunitară inclus în rețeaua ecologocă europeană - Natura 2000.